# Igor Bogusz
Igor Bogusz (ur. 10 maja 1989) – polski lekkoatleta specjalizujący się w biegu na 400 metrów przez płotki.

## Kariera sportowa
Medalista mistrzostw Polski seniorów ma w dorobku dwa srebrne medale (Bydgoszcz 2011 i Bielsko-Biała 2012) – w sztafecie 4 × 400 metrów. Stawał na podium mistrzostw kraju młodzieżowców.
Rekord życiowy: bieg na 400 metrów przez płotki – 51,65 (3 czerwca 2012, Słupsk).